# 이영하 (스피드스케이팅 선수)
이영하(1956년 11월 10일~2019년 2월 25일)는 세계 선수권 대회에서 동메달을 딴 대한민국의 스피드 스케이팅 선수이다.
그는 경희고등학교 3학년 때인 1976년 세계 주니어 선수권에 나가 3천m, 5천m 두 종목에서 1위를 차지하고 종합성적에서 170.368점으로 우승했다. 당시 170.751점으로 2위를 차지한 선수는 4년 후 레이크플래시드 동계 올림픽 5관왕을 달성한 미국의 에릭 하이든이었다.
이영하는 은퇴할 때까지 한국 신기록을 모두 51회나 갈아치웠다. 이후 1991년에서 94년까지 국가 대표 감독을 지냈다.

## 개인 최고 기록
| 종목   | 기록         | 날짜         | 대회                                  | 장소          | 기타 |
| ------ | ------------ | ------------ | ------------------------------------- | ------------- | ---- |
| 500m   | 38초 40      | 1982. 12. 29 | 제9회 전국 남녀 스프린트 선수권 대회  | 대한민국 서울 | NR   |
| 1000m  | 1분 17초 76  | 1983. 12. 29 | 국제 대회                             | 서독 인첼     | NR   |
| 1500m  | 2분 01초 71  | 1983. 12. 11 | 인첼 국제 초청 빙상 대회              | 서독 인첼     | NR   |
| 3000m  | 4분 13초 49  | 1983. 12. 10 | 인첼 국제 초청 빙상 대회              | 서독 인첼     | NR   |
| 5000m  | 7분14초 88   | 1983. 12. 17 |                                       | 서독 인첼     |      |
| 10000m | 15분 16초 84 | 1984. 01. 22 | 국제 초청 스피드 스케이팅 선수권 대회 | 서독 인첼     | NR   |